# 泰国残疾人奥林匹克委员会
泰国残疾人奥林匹克委员会（IOC编码：THA），简称泰国残奥委会，是代表泰国的国家残疾人奥林匹克委员会。泰国残奥委会成立于1985年，并于同年获得国际残疾人奥林匹克委员会的承认。泰国残奥委会也是亚洲残疾人奥林匹克委员会的成员。

## 外部连结
- 官方网站 （泰文）

## 资料来源
1. ↑  . 泰国残疾人奥林匹克委员会官方网站.   [2022-02-16]. （原始内容存档于2022-02-07） （泰语）.